# Provinz Los Ríos
Die Provinz Los Ríos (span. Provincia de Los Ríos; deutsch: „Die Flüsse“) ist eine Provinz der Republik Ecuador. Sie befindet sich im Küstentiefland Ecuadors und ist durch ein wasserreiches System von Flüssen geprägt, die an den westlichen Hängen der Anden entspringen und Quell- und Zuflüsse des Río Guayas sind. Los Ríos hat auf einer Fläche von rund 7200 km² etwa 900.000 Einwohner. Ihre Hauptstadt ist Babahoyo.

## Lage und Geographie
Los Ríos liegt in der Küstenregion im Westen Ecuadors, in Nord-Süd-Richtung im Zentrum des Landes. Es grenzt im Süden und Westen an die Provinz Guayas, im Norden an die Provinz Santo Domingo de los Tsáchilas und im Osten an die Provinzen Cotopaxi und Bolívar.
Die Provinz liegt in der Küstentiefebene, das heißt der bei weitem größte Teil von Los Ríos befindet sich auf geringer Höhe. Vor allem im Nordosten der Provinz finden sich einige Gebirgs- beziehungsweise Hügelketten von bis zu 2000 Metern Höhe, die Vorgebirge der Anden sind.

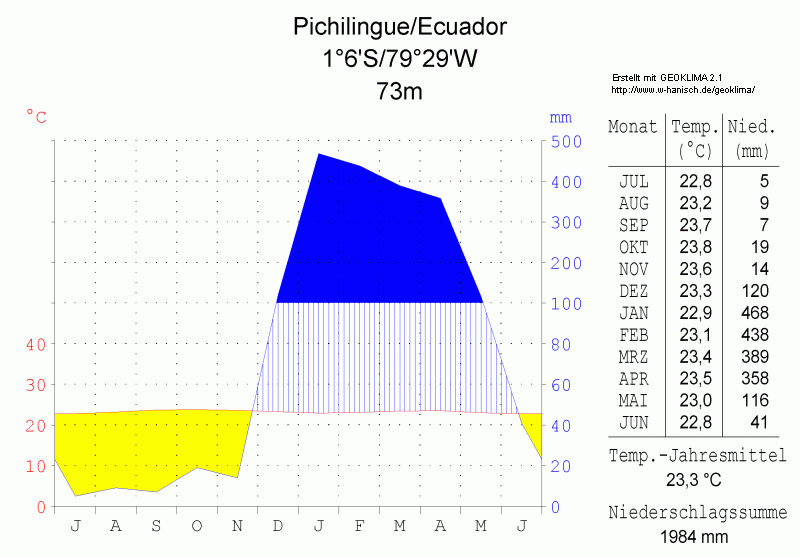
Klimadiagramm von Pichilingue bei Quevedo

Das Klima ist tropisch mit einer Jahresdurchschnittstemperatur um 23 °C und geringen jahreszeitlichen Schwankungen. Von etwa Juni bis Dezember ist das Klima trocken und kühler (Sommer), von Dezember bis Juni regnerisch und heißer (Winter). Der größte Teil der Provinz ist Feuchtsavanne. Es befindet sich Tropischer Regenwald in Los Ríos.
Das ausgeprägte Flusssystem, das der Provinz ihren Namen gegeben hat, machte ihr Gebiet bereits vor der Kolonialisierung zu einem Warenumschlagplatz. Aufgrund des Wasserreichtums und der Vielzahl seiner Flüsse gehört Los Ríos zu den fruchtbarsten Provinzen für tropische Landwirtschaft. Der Hauptfluss ist der Río Babahoyo, der in der gleichnamigen Hauptstadt am Zusammenfluss des Río Catarama und des Río San Pablo entsteht. In seinem weiteren Verlauf Richtung Pazifikküste nimmt der Río Babahoyo die Wasser zahlreicher weiterer Flüsse (u. a. Río Vinces, Río Jujan und Río Yaguachi) auf, bevor er sich bei Guayaquil mit dem Río Daule zum Río Guayas vereinigt, der 50 Kilometer flussabwärts in den Golf von Guayaquil mündet.
Neben Babahoyo sind Quevedo, Vinces und San Jacinto de Buena Fe die größten Städte der Provinz. Quevedo ist die einwohnerreichste Stadt der Provinz; sie hat einen sehr hohen Bevölkerungsanteil an chinesischen Einwanderern und ist ein Handelszentrum und Verkehrsknotenpunkt zwischen Andenhochland und Küste.

## Wirtschaft und Infrastruktur
In Los Ríos bildet die Landwirtschaft den bedeutendsten Wirtschaftszweig. Die Provinz ist wichtigster Produzent von Kakao in Ecuador und zweitwichtigster von Kaffee. Darüber hinaus werden unter anderem Bananen, Ölpalmen und Maracuja angebaut.
Auch Holzwirtschaft, die die Abholzung tropischer Wälder mit sich bringt, wird betrieben. Die wichtigsten industriellen Branchen sind die Papiererzeugung, Möbelbau und Agrarindustrie.
Daneben bilden Kunsthandwerk (u. a. Korbflechterei) und alle Arten von niedrig entlohnten Dienstleistungen die Daseinsgrundlage vieler Menschen.

## Geschichte
Das Gebiet der heutigen Provinz war ein Schwerpunkt der Chorrera-Kultur, die auf etwa 1500 bis 500 vor Christus datiert wird. Die Kultur wurde nach dem ersten bedeutenden Fundort ihrer Artefakte, der Hacienda Chorrera, benannt. Auch Spuren der Valdivia-Kultur finden sich.
Zur Zeit der Kolonialisierung durch die Spanier war die Gegend von Stämmen der Babas und der Babahoyos bewohnt, die zu den Huancavilca gezählt werden.
Die heutige Provinz erlangte 1822 endgültig ihre Unabhängigkeit, Babahoyo und Baba bildeten seit dem Gesetz über die territoriale Gliederung Großkolumbiens von 1824 Kantone der Provinz Guayaquil (heute Provinz Guayas).
Am 6. Oktober 1860 wurde unter Präsident Gabriel García Moreno die neue Provinz eingerichtet, deren Hauptstadt das heutige Babahoyo wurde, das damals Bodegas hieß. Wenige Jahre darauf brannte das hauptsächlich aus Holz- und Rohrhäusern bestehende Babahoyo nieder und wurde 1869 auf der gegenüberliegenden, linken Seite des Babahoyo-Flusses neu gegründet.
Entwicklung der Einwohnerzahl der Provinz Los Ríos bei landesweiten Volkszählungen zum jeweiligen Gebietsstand:
| Jahr                    | Einwohner | +/-    |
| ----------------------- | --------- | ------ |
| 1950                    | 150.260   | –      |
| 1962                    | 250.062   | 66,4 % |
| 1974                    | 383.432   | 53,3 % |
| 1982                    | 455.869   | 18,9 % |
| 1990                    | 527.559   | 15,7 % |
| 2001                    | 650.178   | 23,2 % |
| 2010                    | 778.115   | 19,7 % |
| 2022                    | 898.652   | 15,5 % |
| Datenherkunft: Wikidata |           |        |

## Kantone

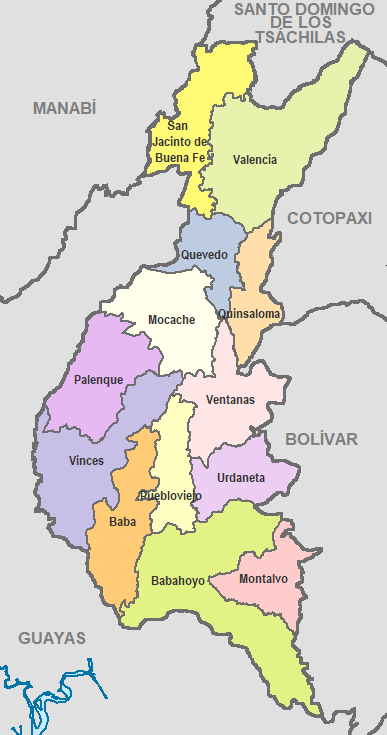
Lage der Kantone

Die Provinz Los Ríos ist in dreizehn Kantone unterteilt. Diese sind (in der chronologischen Reihenfolge ihrer Einrichtung):
| Name        | Hauptort    | Einwohner 2022 | Einwohner 2010 | Fläche [km²] | Bev.-Dichte [Ew./km²] | Gründung |
| ----------- | ----------- | -------------- | -------------- | ------------ | --------------------- | -------- |
| Babahoyo    | Babahoyo    | 178.509        | 153.776        | 1.071        | 167                   | 1824     |
| Vinces      | Vinces      | 80.909         | 71.736         | 711          | 114                   | 1845     |
| Puebloviejo | Puebloviejo | 40.961         | 36.477         | 334          | 123                   | 1846     |
| Baba        | Baba        | 45.296         | 39.681         | 515          | 88                    | 1858     |
| Urdaneta    | Catarama    | 33.151         | 29.263         | 385          | 86                    | 1913     |
| Quevedo     | Quevedo     | 206.008        | 173.575        | 379          | 544                   | 1943     |
| Ventanas    | Ventanas    | 73.211         | 66.551         | 513          | 143                   | 1952     |
| Montalvo    | Montalvo    | 28.354         | 24.164         | 355          | 80                    | 1984     |
| Palenque    | Palenque    | 24.838         | 22.320         | 569          | 44                    | 1990     |
| Buena Fe    | Buena Fe    | 74.410         | 63.148         | 581          | 128                   | 1992     |
| Valencia    | Valencia    | 51.509         | 42.556         | 970          | 53                    | 1995     |
| Mocache     | Mocache     | 42.026         | 38.392         | 566          | 74                    | 1996     |
| Quinsaloma  | Quinsaloma  | 19.470         | 16.476         | 289          | 67                    | 2007     |